# Иван Гюмбабов
Иван Иванов Гюмбабов е български военен деец, подполковник, участник в т.нар. отечествена война 1944 – 45 г. като командир на Първа армейска бронирана дружина от Първа българска армия.

## Биография
Иван Гюмбабов е роден на 29 май 1908 г. в София. Завършва Военно на Негово Величество училище през 1930 г. Произведен е поручик на 6 септември 1930 г. От 1941 г. служи в Бронирания полк, по-късно преобразуван в Бронирана бригада. Командир на 1-ва армейска танкова дружина във втората фаза на т.нар. отечествена война 1944 – 45 г..  Взема участие в Дравската операция, където оцелява, след като сменя последователно 4 горящи танка, както и Мурската операция – при превземането на линията Маргит. Загива на 16 април 1945 г. заедно с командира на парашутната дружина подполковник Любомир Ноев по пътя към град Зашевац при внезапен минометен обстрел над спрелите за почивка след нощните атаки български части. 

## Военни звания
- Подпоручик (6 септември 1930)
- Поручик (3 октомври 1933)
- Капитан (6 май 1939)
- Майор (1945)
- Подполковник – посмъртно (16 април 1945)

## Награди
- Военен орден „За храброст“ IV степен 1 клас